# 小詹姆斯·倫威克
小詹姆斯·倫威克（英語：James Renwick, Jr.，1818年11月11日-1895年6月23日）是一位美國建築師，出生於紐約市上曼哈頓，死後葬在布魯克林綠蔭公墓。

## 生平
倫威克的家庭富裕而家教良好，他的母親Margaret Brevoort也來自於一個富裕而顯赫的紐約家庭。其父詹姆斯·倫威克是一個工程師、建築學家和哥倫比亞學院（現在的哥倫比亞大學）自然哲學教授。他的兩個兄弟也是工程師。

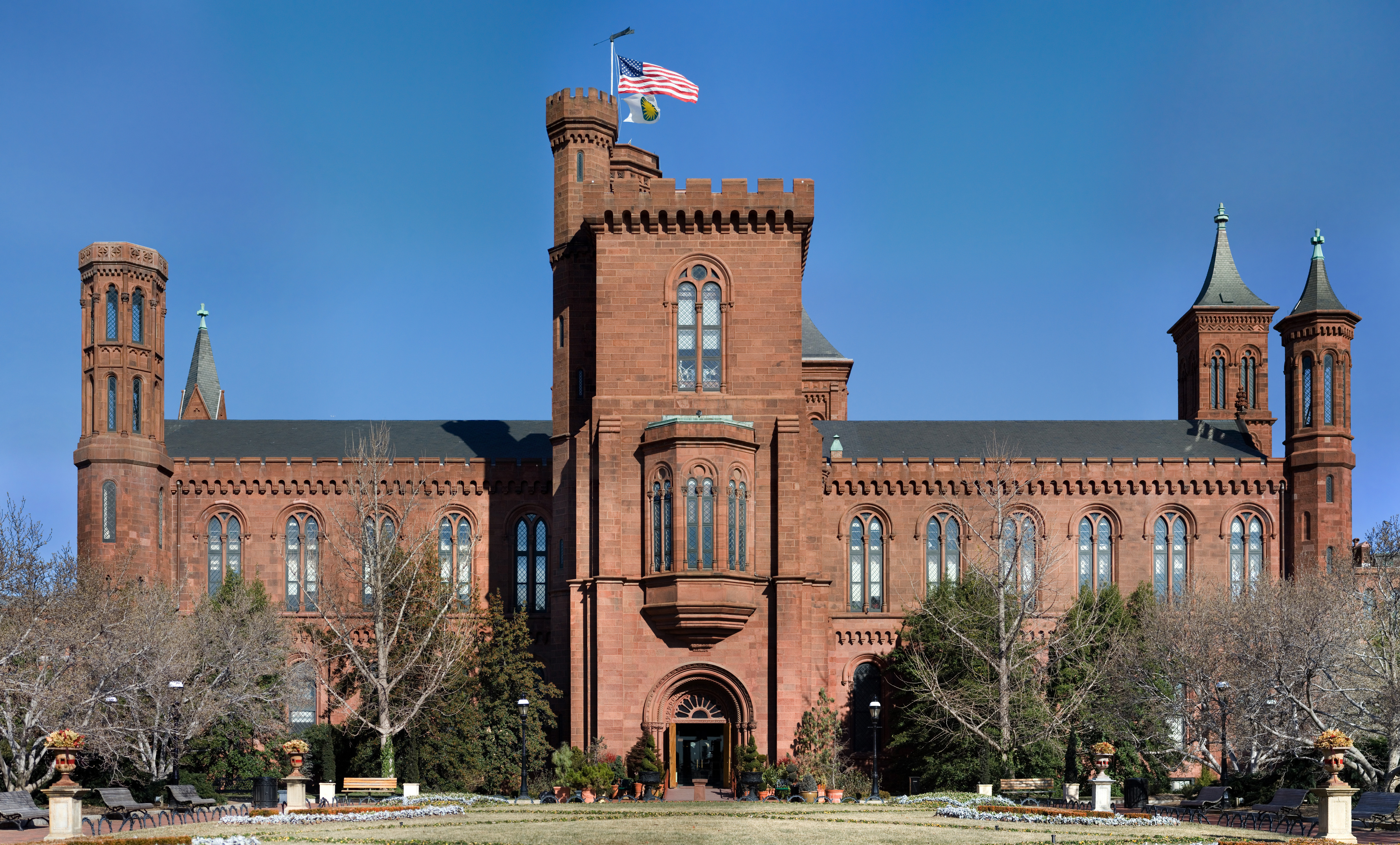
史密森學會大樓，華盛頓特區

他12歲進入在哥倫比亞學院接受教育，1836年畢業，三年後獲文學學士學位。畢業後在紐約市擔任助理工程師。
25歲時，倫威克接受了第一份主要工作，設計美國聖公會的恩典堂。1846年，得到設計華盛頓特區史密森學會大樓的機會。

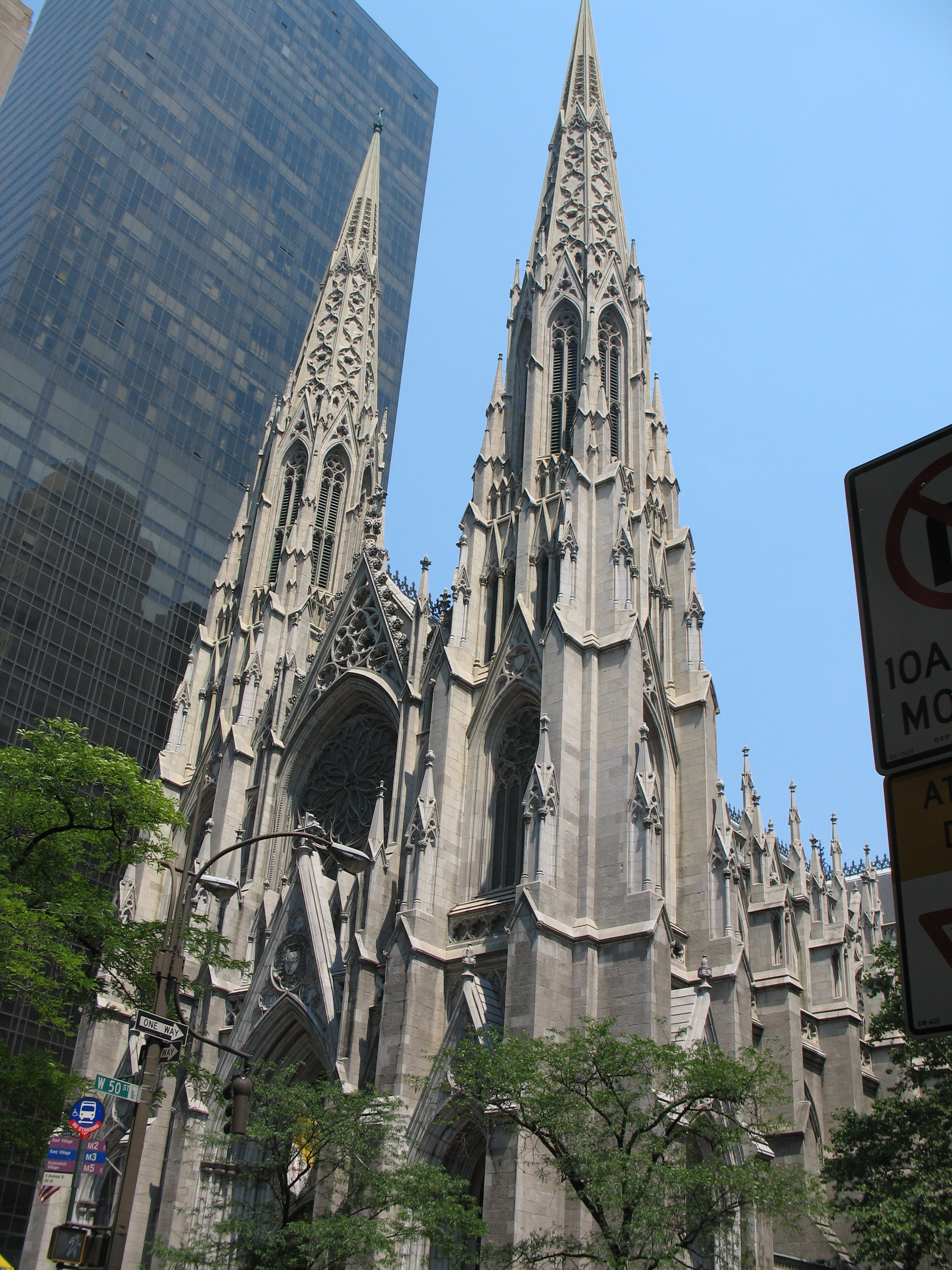
聖巴特里爵主教座堂，紐約市

倫威克設計的最著名建築之一是紐約市的聖巴特里爵主教座堂，1853年他被選出設計該教堂。该教堂于1858年始建，1879年5月開放。
倫威克的很多設計作品都坐落在紐約市，諸如圣公会圣巴多罗买堂（旧堂）、哈萊姆區的諸聖羅馬天主教堂、羅斯福島上的慈善天花醫院、羅德爾島兒童醫院的主建築、沃茲島的酒鬼與精神病人收容所和紐約證券交易所前建築的一部份。
一小部份倫威克的手稿存在哥倫比亞大學的艾弗里建築與美術圖書館

1890年春，倫威克去聽了富蘭克林·W·史密斯關於支持“華盛頓歷史藝術國家美術館設計与計劃書”的演講，并為該計劃提供了支持。

## 徒弟
倫威克有幾個徒弟後來都非常出名：
- 伯特林·古德休，建築師，以其哥特復興式建築聞名，有些字形也是由他設計的。
- 威廉·漢密爾頓·拉塞爾，20世紀早期著名建築公司克林頓和拉塞爾的創始人之一，紐約市很多著名建築都是由該公司設計的。
- 約翰·威爾伯恩·路特，芝加哥建築師，他的一些作品列入了國家史蹟名錄。

## 主要作品
- 恩典堂，紐約市，1843年–1846年
- 各各他堂，紐約市，1848年
- 聖安東尼堂禮堂，紐約市，1879年[5]
- 史密森學會大樓，華盛頓特區，1847年–1855年
- 紐約市立學院的The Free Academy，1849年
- 橡樹丘墓園禮堂，華盛頓特區，1850年
- 萊茵蘭德花園，紐約市，1850年左右建造，1956年被毀[6]
- 聖巴特里爵主教座堂 ，紐約市，1858年–1879年
- 科克倫美術館，現伦威克美术馆，華盛頓特區，1859年–1871年
- 瓦薩學院主樓，紐約州波基普西，1861年-1865年
- 慈悲救世主教堂，明尼蘇達州法里博，1862年–1869年
- 聖巴巴拉教堂擴建工作，紐約市，1863年
- 主教座堂中学，紐約市，1869年
- 圣公会圣巴多罗买堂旧堂，紐約市，1872年-1876年，已毀[7]
- 第二长老会教堂，芝加哥，1872年–1874年
- 聖安聖公會教堂，紐約市，1877年–1878年[8]
- 圣尼古拉教堂，紐約市，1882年–1883年[9]

## 圖片

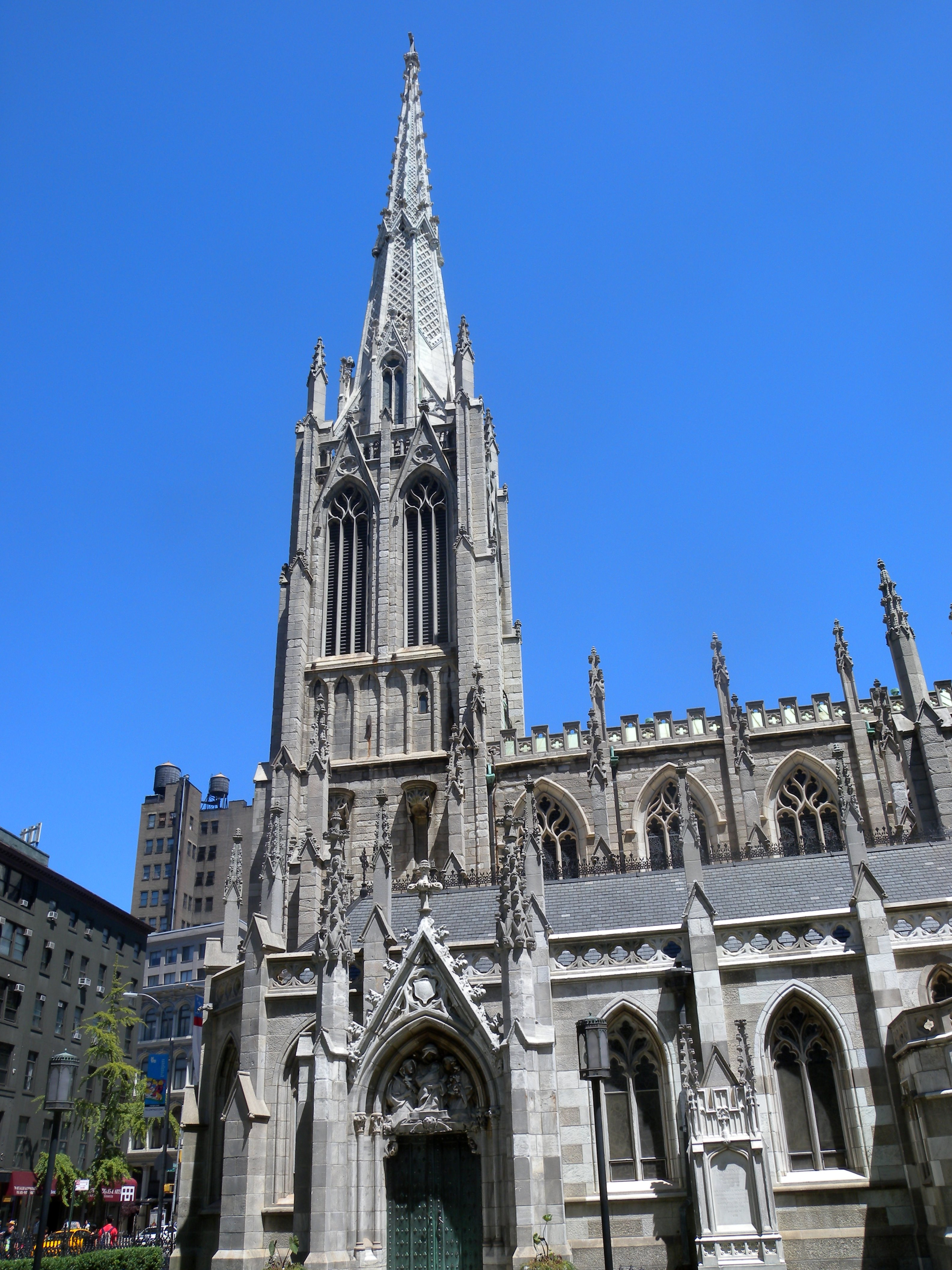
恩典堂
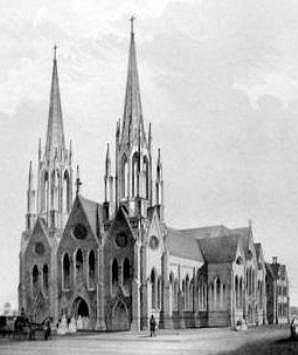
各各他堂
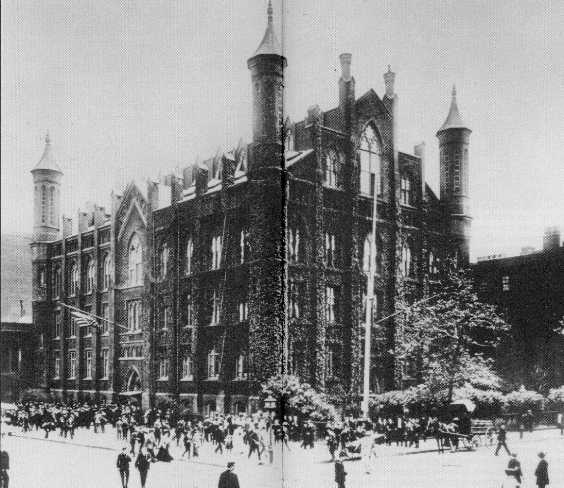
紐約市立學院的The Free Academy
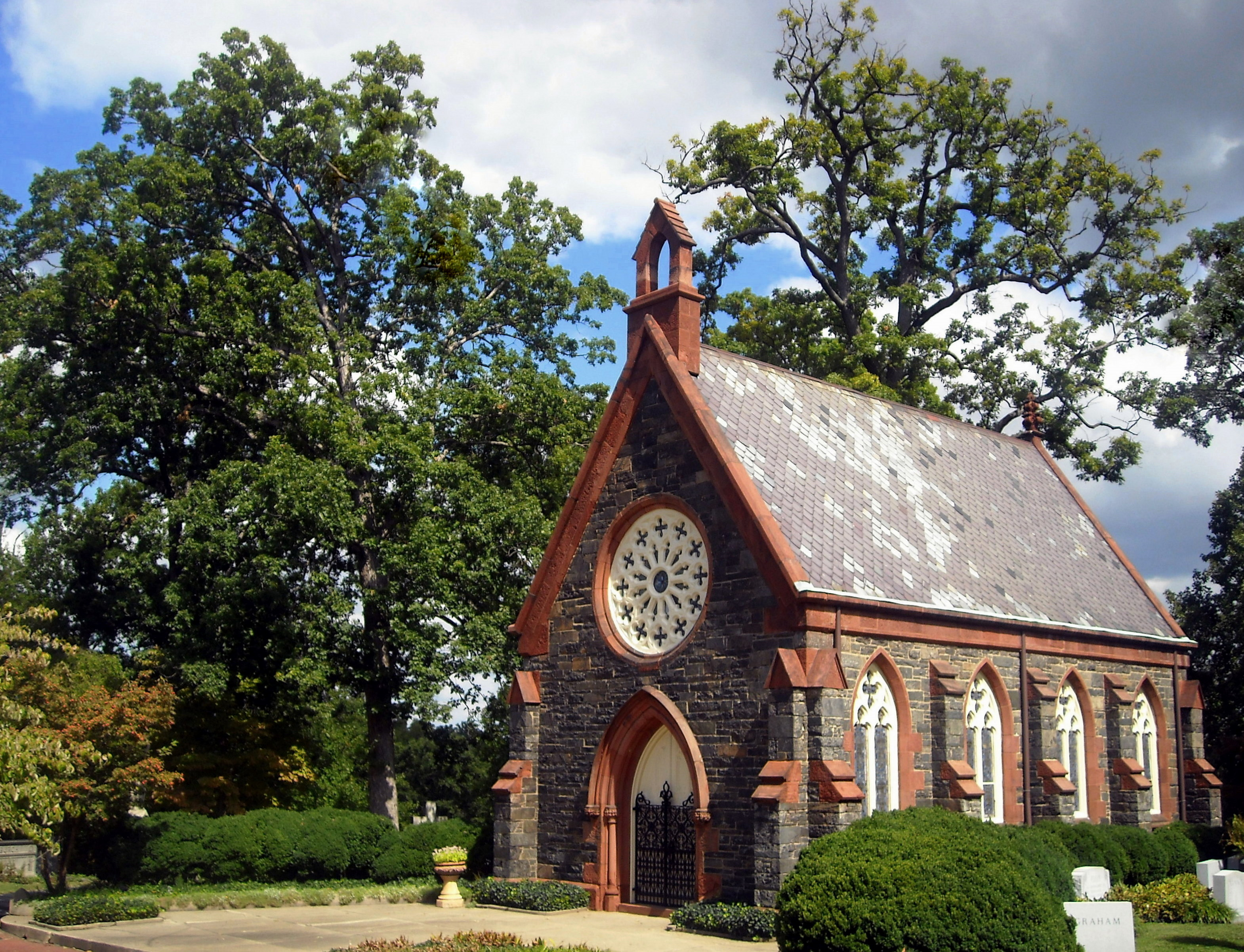
橡樹丘墓園禮堂
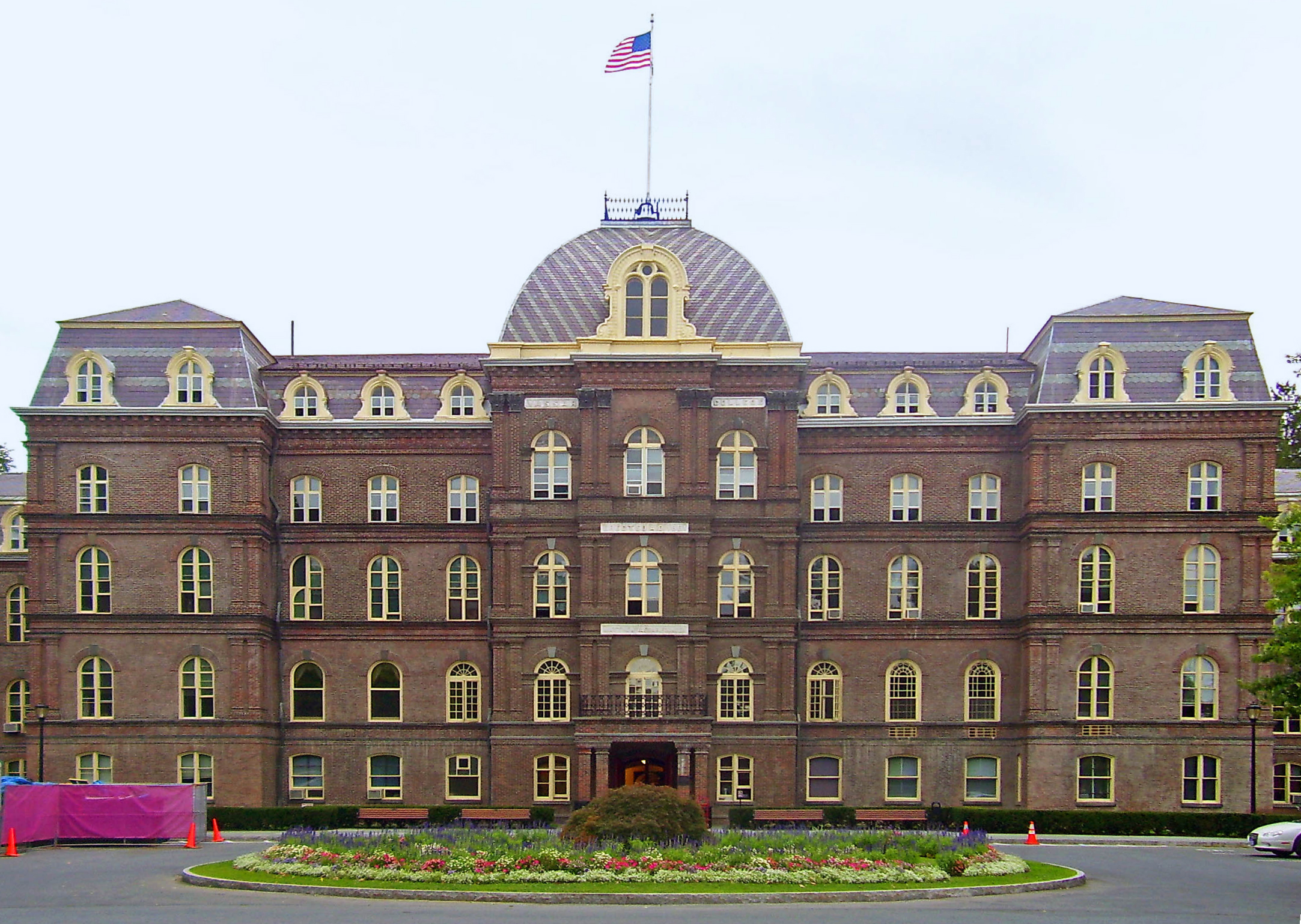
瓦薩學院主樓
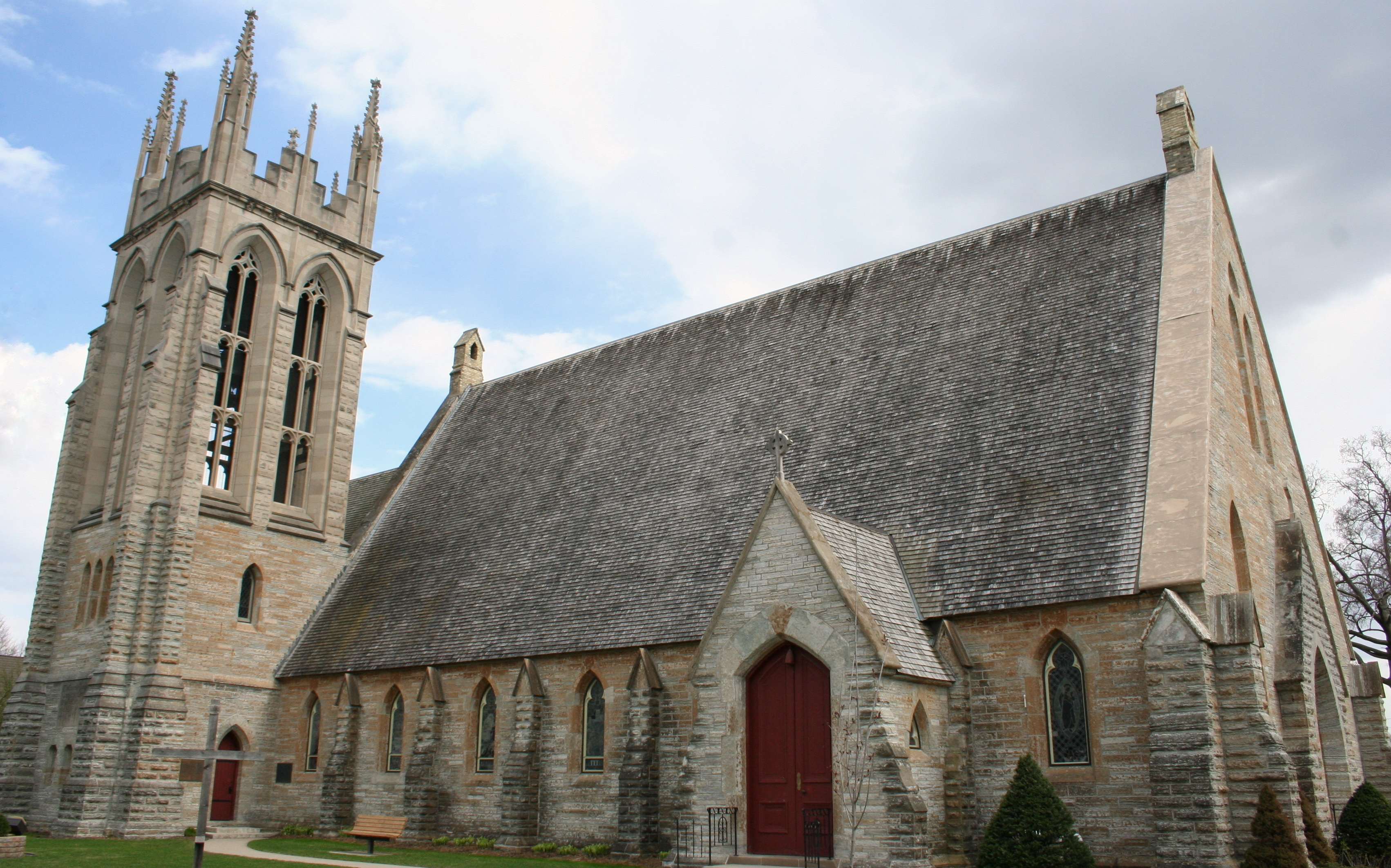
慈悲救世主教堂
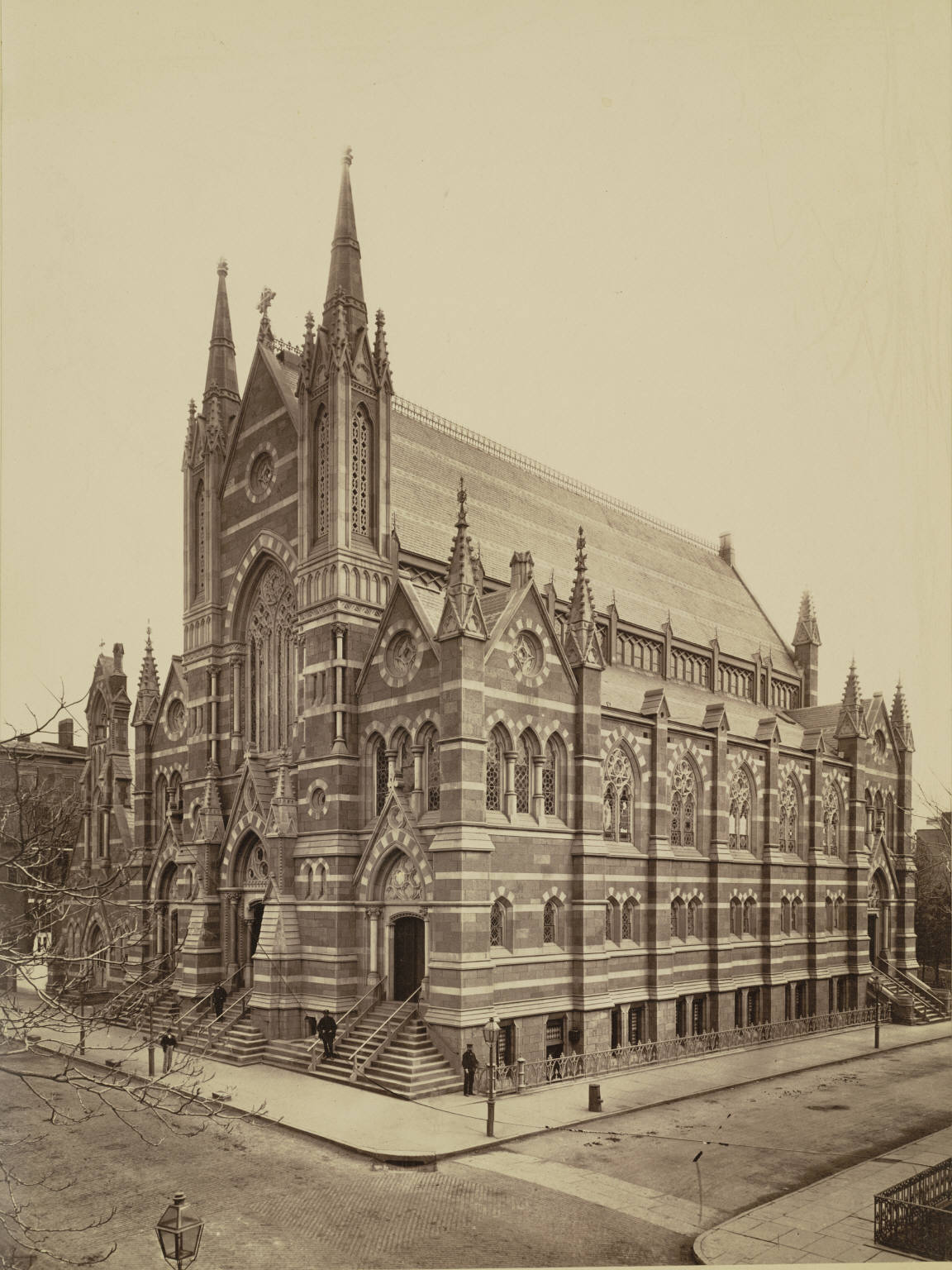
聖安聖公會教堂
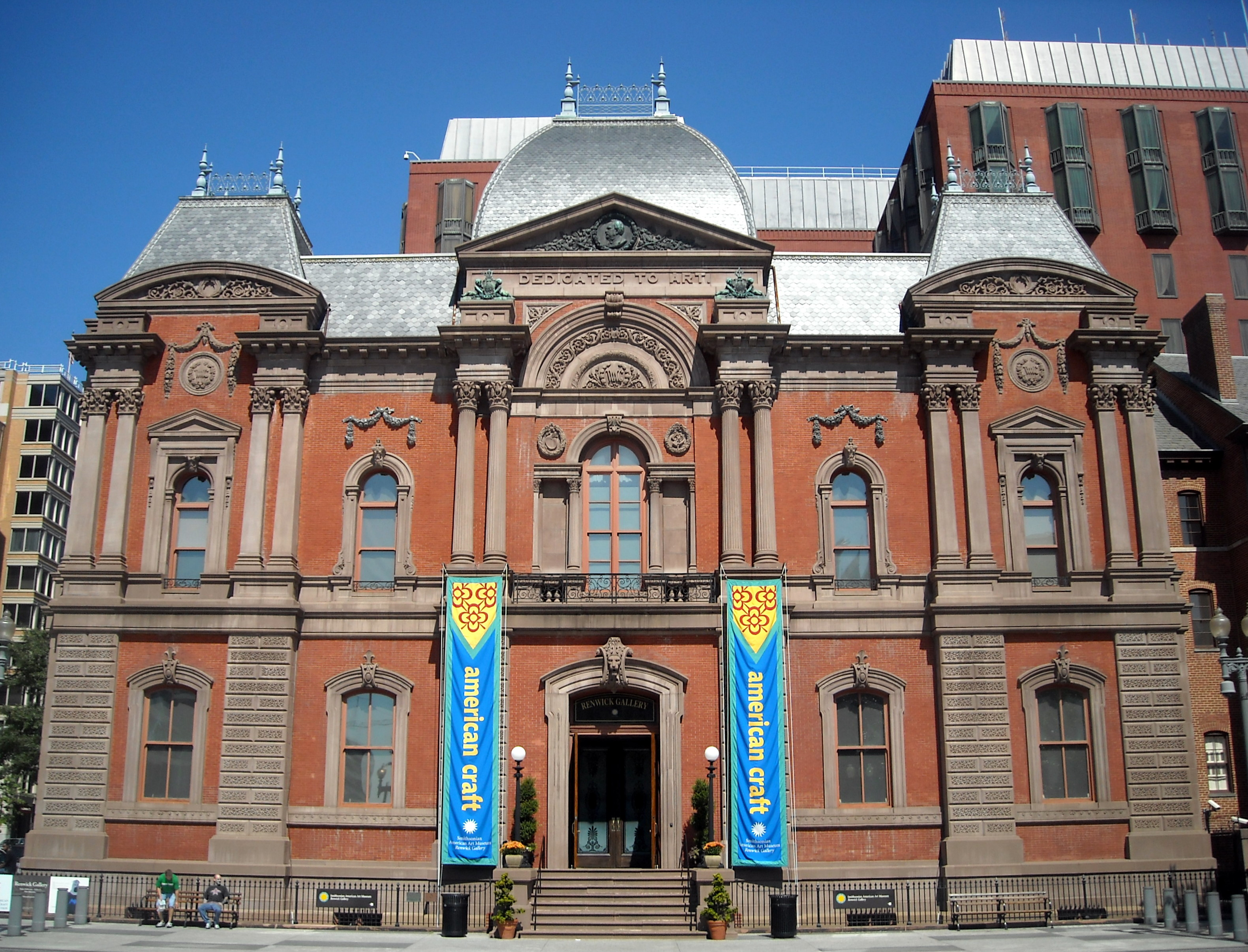
伦威克美术馆
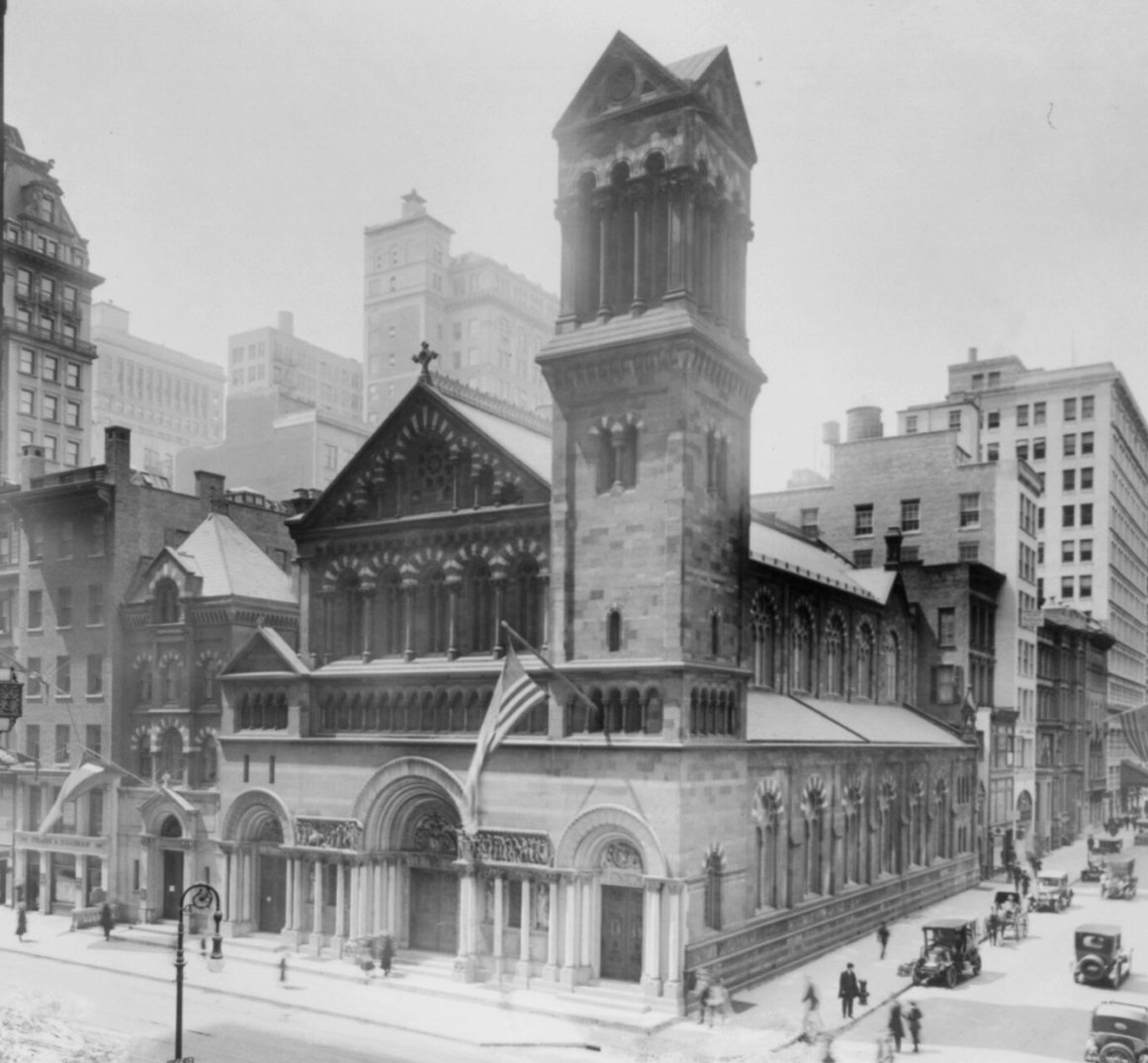
圣公会圣巴多罗买堂
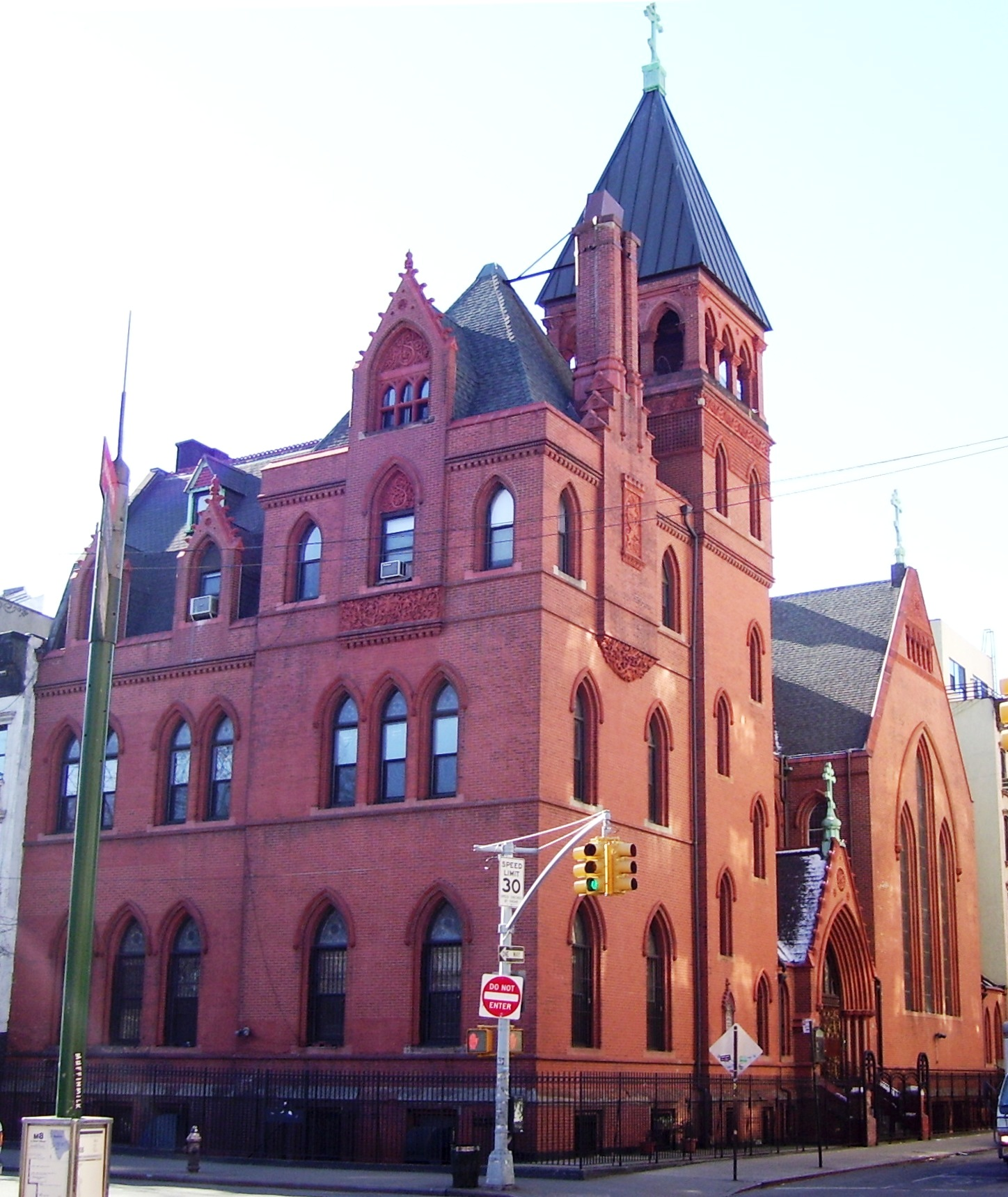
圣尼古拉教堂